# Hansita V
Koordinaten: 8° 51′ 52″ N, 76° 36′ 10″ O
Die Hansita V war ein Hopperbagger-Schiff, das 2016 am Strand von Mundakkal, bei Kollam, strandete und als lokale Attraktion und Fotomotiv bekannt war.

## Geschichte und Charakteristika
Das Schiff wurde im Jahr 2005 als Hopperbagger auf der chinesischen Werft Zhejiang Huachuang Shipbuilding in Linhai fertiggestellt. Nach mindestens einem Namens- und Besitzerwechsel, war es ab Oktober unter dem Namen Meka 1 für ein indisches Bagger-Unternehmen im Einsatz.
Ab 2009 sollte das Schiff die Wasserwege der Werft Cochin Shipyard Ltd. in Cochin warten. Die Werft kündigte jedoch nach Ankunft des Schiffes im Herbst desselben Jahres den Vertrag auf, da die Meka 1 technische Mängel aufwies. Da der Schiffseigner der Besatzung zudem die Löhne enthalten hatte, wurde das Schiff von der Hafenbehörde in Cochin festgesetzt und musste aus Platzgründen vor dem Hafen vor Anker gehen. Nach der Intervention der bundesstaatlichen Rechtsbehörde und der Zusage des Eigners, einen Teil der Löhne auszuzahlen, verließ ein Großteil der Besatzung das Schiff. Ende Juni 2011 warteten noch sechs Besatzungsmitglieder auf dem vor dem Hafen liegenden Schiff auf eine Einigung.
Ab 2013 fuhr es unter dem Namen Hansita V. Nach einem Maschinenschaden war das Schiff ab März 2013 im Hafen von Kollam in Reparatur. Da der Eigner die dafür nötigen Hafengebühren nicht beglich, wurde das Schiff nach Abschluss der Reparatur ab November 2013 im Hafen festgesetzt. Zu einem späteren Zeitpunkt ließ die Hafenbehörde aus Platzgründen das Schiff auf eine neue Ankerposition, drei Seemeilen vor dem Hafen, schleppen. Ende Juni 2015 wurden vier auf dem Schiff verbliebene Besatzungsmitglieder von Bord gerettet, da ein Sinken der Hansita V befürchtet wurde.

## Havarie und Verbleib
Am 22. Juni 2016 wurde die Hansita V bei rauer See von ihrem Ankerplatz losgerissen und an den Strand von Mundakkal, bei Kollam, gespült. Versuche des Schleppers Transtar den Hopperbagger im Juli wieder freizuschleppen scheiterten, da die Hansita V nach wenigen Metern Schlepp backbords Leck schlug.
Nach der Strandung wurde das Schiff zu einem beliebten Touristenziel und Fotomotiv. Das gestrandete Schiff bewirkte jedoch auch ein Abtragen des Strandes, was zu Schäden an nahe gelegenen Häusern und Protesten von Anwohnern führte. Ab Ende 2017/Anfang 2018 wurde deshalb das Schiff in situ abgewrackt.

## Galerie

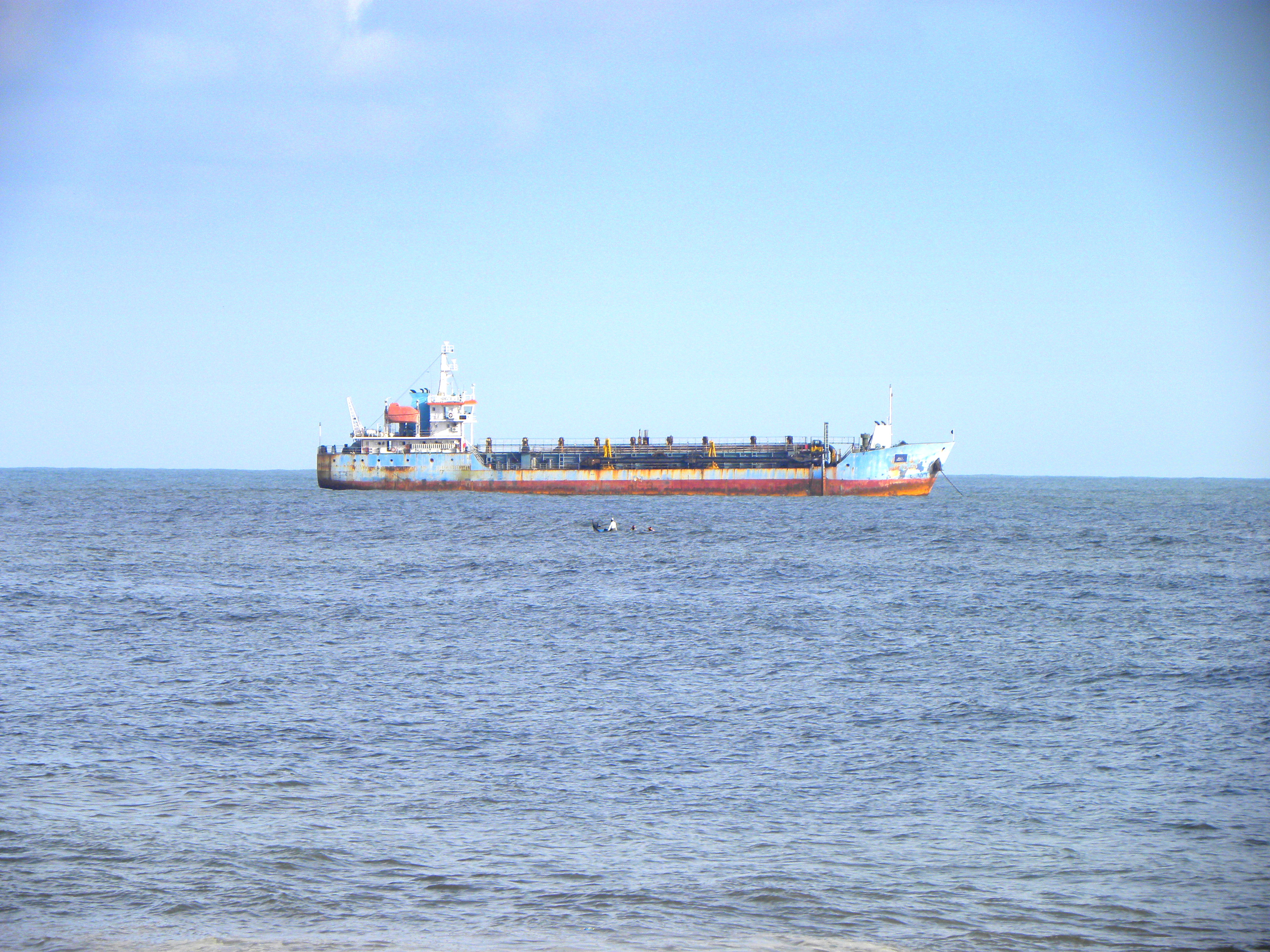
Das Schiff vor Anker im August 2014
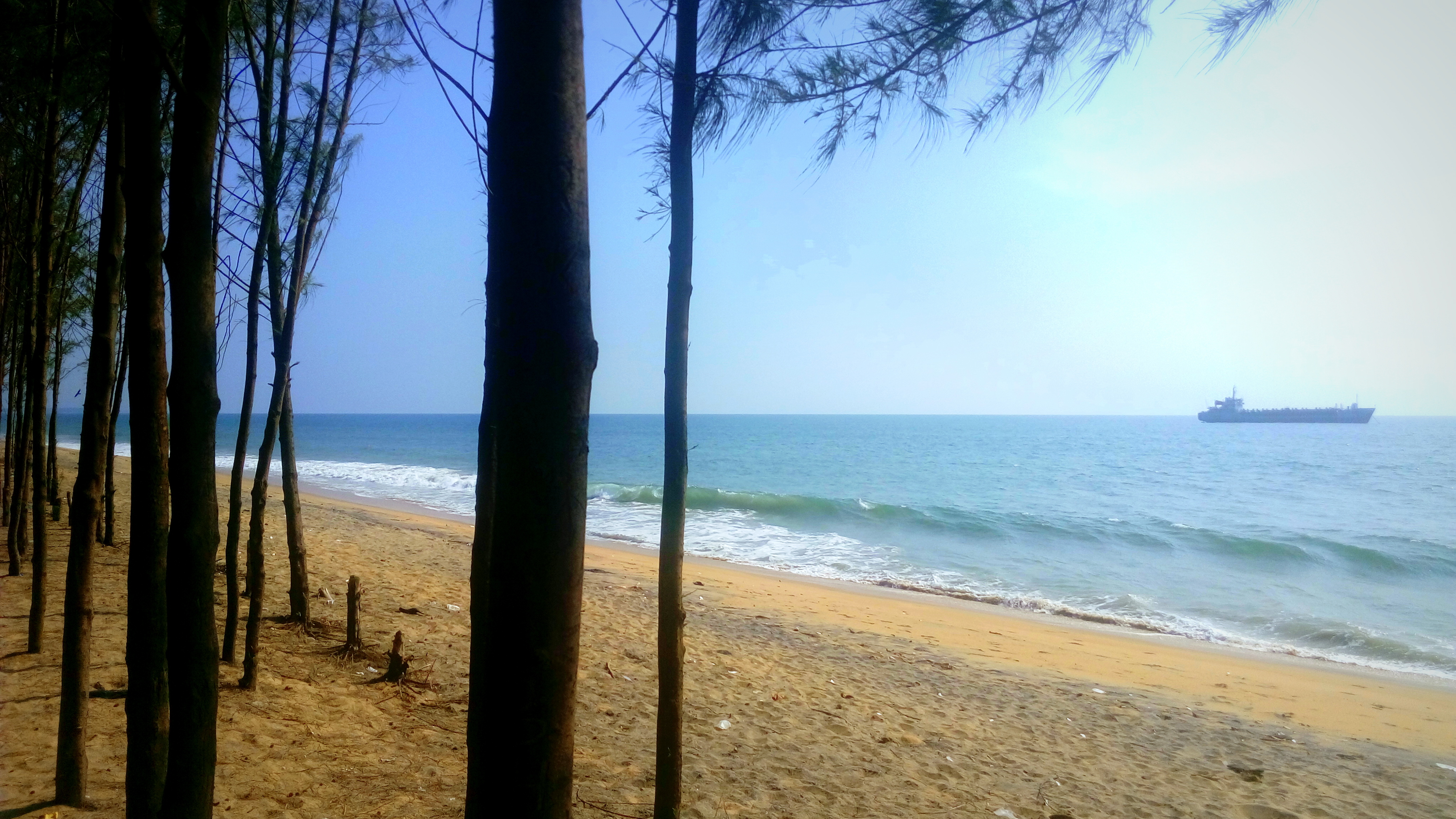
Das Schiff, noch immer vor Anker, im November 2015
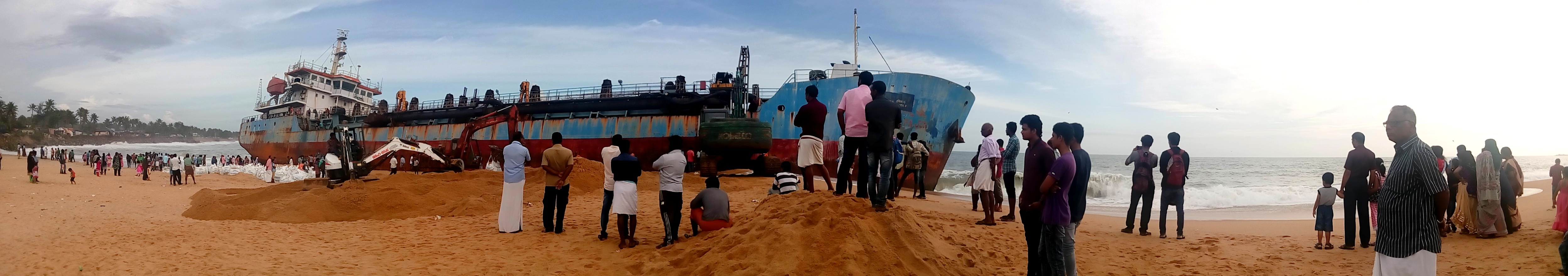
Das gestrandete Schiff im Juli 2016